# René Toft Hansen
René Toft Hansen (1 de noviembre de 1984, Rybjerg, Dinamarca) es un jugador de balonmano danés que juega de pivot en el Bjerringbro-Silkeborg de la 888ligaen. Es internacional con la selección de balonmano de Dinamarca.
Tiene un hermano que también juega al balonmano, Henrik Toft Hansen.

## Carrera
En el 2003, abandonó el HF Mors para irse al Viborg HK, donde debutó profesionalmente. Permaneció en el club cuatro años hasta que en 2007 fichó por uno de los equipos punteros en Dinamarca como era el KIF Kolding. Con el Kolding debutó en competición europea, disputando primero la Recopa de Europa dos años, y después de ganar la liga danesa en 2009, compitió en la Liga de Campeones de la EHF.
En 2010 se unió al gran proyecto del magnate Jesper Nielsen, que reconstruyó el AG København fichando grandes jugadores como el propio Toft Hansen o Guðjón Valur Sigurðsson y Mikkel Hansen entre otros. En los años que estuvo en Copenague ganó dos veces el doblete, cosechando liga y copa los dos años, pero cuando el club entró en quiebra en 2012, tuvo que abandonar el equipo fichando por los campeones de Europa, el THW Kiel.
En verano, acudió a los Juegos Olímpicos de Londres 2012 con Dinamarca, aunque no pudieron conseguir ninguna medalla.

## Equipos
- Viborg HK (2003-2007)
- KIF Kolding (2007-2010)
- AG København (2010-2012)
- THW Kiel (2012-2018)
- MKB Veszprém (2018-2019)
- SL Benfica (2019-2020)
- Bjerringbro-Silkeborg (2020- )

## Palmarés

### Selección nacional
| Juegos Olímpicos   | Juegos Olímpicos     | Juegos Olímpicos | Juegos Olímpicos |
| Año                | Lugar                | Medalla          |                  |
| ------------------ | -------------------- | ---------------- | ---------------- |
| 2016               | Río de Janeiro       | Medalla de oro   |                  |
| Campeonato Mundial |                      |                  |                  |
| Año                | Lugar                | Medalla          |                  |
| 2011               | Suecia               | Medalla de plata |                  |
| 2013               | España               | Medalla de plata |                  |
| 2019               | Alemania y Dinamarca | Medalla de oro   |                  |
| Campeonato Europeo |                      |                  |                  |
| Año                | Lugar                | Medalla          |                  |
| 2012               | Serbia               | Medalla de oro   |                  |
| 2014               | Dinamarca            | Medalla de plata |                  |

### KIF Kolding
- Liga de Dinamarca (2009)

### AG København
- Liga de Dinamarca (2011 y 2012)
- Copa de Dinamarca (2011 y 2012)

### THW Kiel
- Supercopa de Alemania (3): 2012, 2014, 2015
- Liga de Alemania de balonmano (3): 2013, 2014, 2015
- Copa de Alemania de balonmano (2): 2013, 2017

### Veszprém
- Liga húngara de balonmano (1): 2019

### Consideraciones personales
- Elegido mejor pivote del Europeo (2012)